# تريبوليس (منطقة في إفريقيا)
تريبوليس (باليونانية: Τρίπολις)‏ (بالإنجليزية: Tripolis)‏؛ وتعني «المدن الثلاث». كانت مقاطعة في إقليم طرابلس (تريبوليتانيا) القديم، (المسند إلى تريبوليس) في ليبيا الحالية على ساحل البحر المتوسط بين نهر صبراتة ونهر وداي كعام "Cinyps"، وتضم المدن الثلاث أويا، صبراتة ولبدة.

## وصلات خارجية
- Hazlitt, Classical Gazetteer, "Tripolis"